# Остин, Гораций Томас
Гораций Томас Остин (англ. Horatio Thomas Austin; 10 марта 1800 — 16 ноября 1865) — английский вице-адмирал, полярный исследователь.

## Биография
8 апреля 1813 года Горацио поступил на службу в Королевский военно-морской флот. 9 сентября 1822 года произведен в чин лейтенанта.
В 1826 году на 370-тонном судне «Фурия» (англ. HMS Fury) принял участие в экспедиции под командованием У. Э. Парри на двух судах, из которых одно погибло.
12 декабря 1827 года назначен на корабль «Шантеклер» (англ. HMS Chanticleer), на котором крейсировал под командованием капитана Генри Фостера у берегов Вест-Индии. 26 мая 1831 года произведен в чин коммандера.
В 1832—1834 годах, командуя шлюпом «Саламандра» (англ. HMS Salamander), крейсировал у берегов Португалии.
30 января 1834 года назначен командиром шлюпа «Медея» (англ. HMS Medea), на котором совершил плавание по Средиземному морю. 28 июня 1838 года произведен в чин капитана. 19 ноября следующего года назначен командиром шлюпа «Циклоп» (англ. HMS Cyclops), на котором в 1840 году принимал участие в Сирийской кампании. В мае-сентябре 1843 года, командуя тем же судном в составе эскадры, сопровождал королеву Викторию и принца Альберта в путешествии к берегам Франции и Бельгии.
8 ноября 1843 года назначен временным командиром артиллерийского корабля «Тартарус» (англ. HMS Tartarus).
19 сентября 1845 года назначен сверхштата командиром королевской яхты «Уильям и Мэри» (англ. HMS William and Mary).
С 25 января 1848 года по 13 февраля 1850 года командовал 74-х пушечным кораблем «Блейнхейм» (англ. HMS Blenheim) в Портсмутском порту.

### Поиски экспедиции сэра Джона Франклина
В 1850 году на 420-тонном судне «Резольют» (англ. HMS Resolute) возглавил одну из многочисленных экспедиций, предпринимавшихся англичанами в промежутке между 1847—1859 годами для поисков сэра Джона Франклина и его спутников и остававшихся безуспешными до 1859 года, когда Ф. Л. Мак-Клинтоку удалось наконец напасть на след. Во время зимовки в Пиль-Зунде в 1850—1851 году у Грифитова острова Остин предпринимал длительные экспедиции на санях, проник до Джонс-Зунда (82° з. д.) и нанёс новооткрытые места на карты.

### Дальнейшая служба
В 1854 году капитан Остин был назначен суперинтендантом Дептфордских верфей. 28 ноября 1857 года произведен в чин контр-адмирала.
В 1863—1864 годах Остин занимал должность суперинтенданта верфей на о. Мальта. 20 ноября 1864 года произведен в чин вице-адмирала. В марте 1865 года, незадолго до кончины, он был пожалован в рыцари.